# Cheongju City FC
Cheonan FC (kor. 천안 FC) – klub piłkarski z Korei Południowej, z miasta Cheongju, występujący w K3 League (3. liga).